# Magic Affair
Magic Affair – niemiecki zespół eurodance założony w 1994 roku. Powstał on na bazie projektu Mysterius Art, który w 1989 roku wydał singiel pt. Das Omen. W 1994 roku szef i producent Mysterious Art Mike Staab nagrał nowe utwory w ramach zespołu Magic Affair.
Pierwszym singlem Magic Affair był „Omen III”. Utwór dotarł na pierwsze miejsca niemieckich list przebojów. W następnych latach zespół wydał single „Give Me All Your Love”, „In the Middle Of The Night” i „Fire”, które trafiały do pierwszej dziesiątki europejskich list przebojów.
Po 1998 roku zespół zawiesił działalność. Po kilkuletniej przerwie w 2004 roku zespół wydał singiel „Fly away”.
Do 2013 roku w zespole śpiewali Franca Morgano oraz raper A.K. S.W.I.F.T..

## Albumy studyjne
- 1994 – Omen... The Story Continues[2]
- 1996 – PhenOMENia[2]